# Pitkäjärvi (sjö i Kuhmo, Kajanaland, 64,13 N, 29,79 Ö)
Pitkäjärvi är en sjö i kommunen Kuhmo i landskapet Kajanaland i Finland. Sjön ligger 176,6 meter över havet. Den är 11,8 meter djup. Arean är 1,36 kvadratkilometer och strandlinjen är 12,67 kilometer lång. Sjön  ingår i Uleälvens huvudavrinningsområde.   Den ligger omkring 99 kilometer öster om Kajana och omkring 510 kilometer nordöst om Helsingfors. 